# Bascuñana
Bascuñana est une commune d'Espagne dans la communauté autonome de Castille-et-León, province de Burgos. Elle s'étend sur 7,76 km2 et comptait environ 41 habitants en 2011.